# John Pearson (écrivain)
Pour les articles homonymes, voir Pearson et John Pearson.
John George Pearson, né le 5 octobre 1930 à Epsom (Surrey) et mort le 13 novembre 2021, est un écrivain britannique.

## Biographie
Journaliste, John Pearson devient assistant de Ian Fleming, puis son ami. Il aide le créateur de James Bond dans son œuvre littéraire et participe à la correction de certains de ses manuscrits. En 1962, il abandonne le journalisme pour se consacrer totalement au métier d'écrivain. Il se spécialise dans les biographies. En 1966, il rédige une biographie très complète de la vie de Ian Fleming. En 1972, il écrit une biographie des jumeaux Reggie et Ronnie Kray, gangsters londoniens, The profession of violence – The rise and fall of the Kray twins publiée en France en deux volumes de la Série noire, n° 1680 et 1681 sous le titre Les Jumeaux de la violence, Londres dans la nuit et C'est rapé, frangin, Londres dans la nuit. En 1973, Glidrose Publications lui propose de publier une biographie imaginaire de James Bond (James Bond: The Authorised Biography Of 007). Plus tard, en 1978, il édite Façades, une biographie de la famille Sitwell (Edith, Osbert et Sacheverell).
Il est également scénariste pour la télévision.